# Bernie Malone

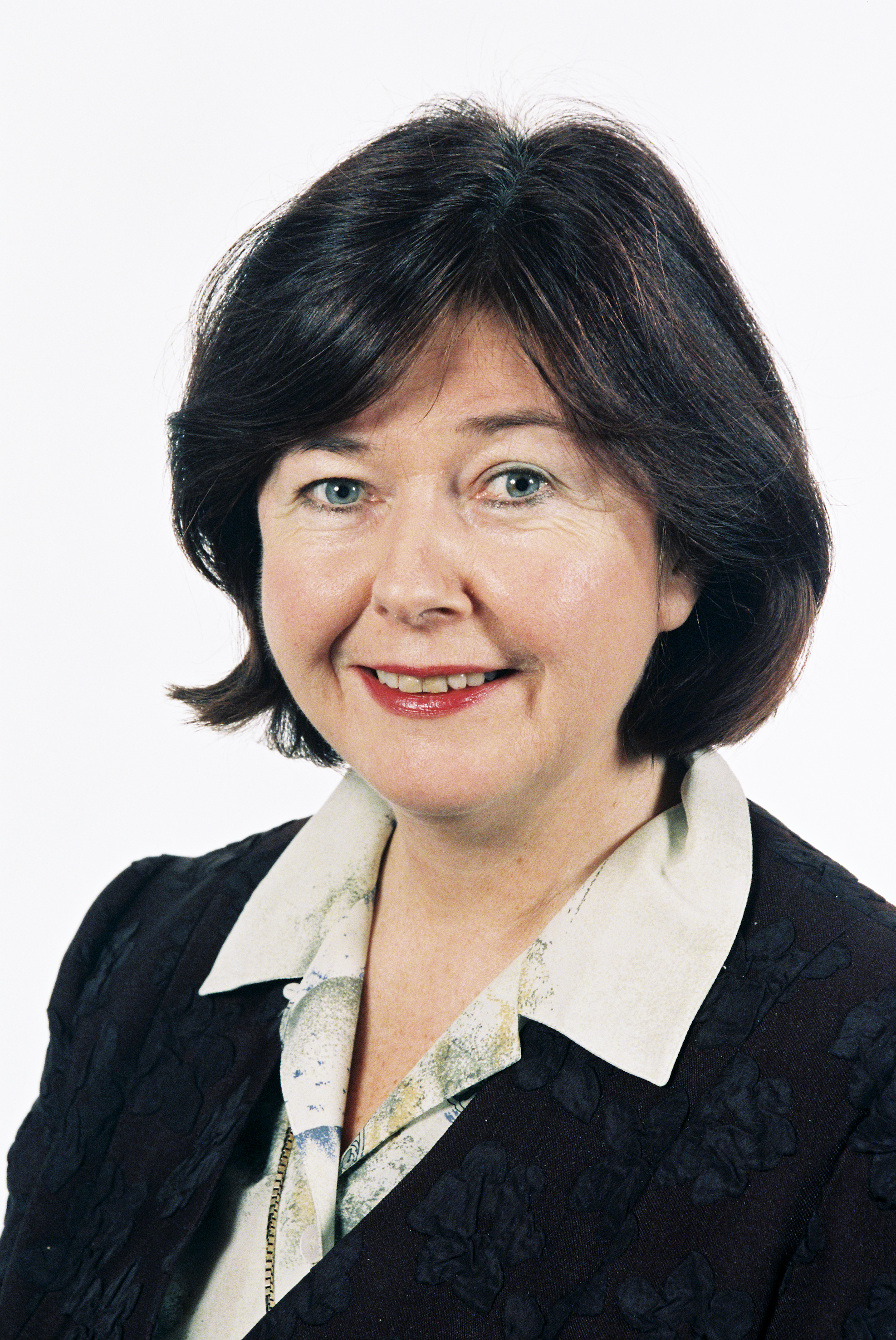
Bernie Malone, 1994

Bernie Malone (* 26. März 1948 in Dublin) ist eine ehemalige Politikerin der Irish Labour Party.

## Biografie
Malone studierte Rechtswissenschaften am University College Dublin. 1979 wurde sie für Malahide in den Dublin County Council, später Fingal County Council, gewählt. Zum 1. Februar 1994 rückte sie für Barry Desmond, der an den Europäischen Rechnungshof wechselte, in das Europäische Parlament nach.
Bei der Nominierung der Labour Party zu den Wahlen zum Europäischen Parlament 1994 kam es zu einem Eklat: Malone war vom Wahlkongress nominiert worden, der Parteiführer Dick Spring verlangte aber, dass auch Orla Guerin kandidieren sollte. Die Kampagne wurde durch einen zweifelhaften Kredit finanziert. Malone wurde 1994 in das Europäische Parlament gewählt. 1999 scheiterte sie aber und verlor den Sitz an den Parteikollegen Proinsias De Rossa.